# Nhu Gia
Nhu Gia là một xã thuộc thành phố Cần Thơ, Việt Nam.

## Địa lý
Xã Nhu Gia có vị trí địa lý:
- Phía đông giáp phường Mỹ Xuyên và các xã Hòa Tú, Ngọc Tố
- Phía tây giáp xã Gia Hòa
- Phía nam giáp tỉnh Cà Mau
- Phía bắc giáp các xã Lâm Tân, Mỹ Hương, Mỹ Tú.

Xã Nhu Gia có 75,59 km², dân số năm 2024 là 38.390 người, mật độ dân số đạt 2.690 người/km².

## Lịch sử
Ngày 20 tháng 9 năm 1975, Bộ Chính trị ban hành Nghị quyết số 245-NQ/TW về việc hợp nhất tỉnh Cần Thơ (ngoại trừ huyện Thốt Nốt), tỉnh Sóc Trăng, tỉnh Trà Vinh, tỉnh Vĩnh Long thành một tỉnh, tên gọi tỉnh mới cùng với nơi đặt tỉnh lỵ sẽ do địa phương đề nghị lên.
Ngày 20 tháng 12 năm 1975, Bộ Chính trị ban hành Nghị quyết số 19/NQ về việc hợp nhất tỉnh Cần Thơ (bao gồm cả huyện Thốt Nốt của tỉnh Long Xuyên), tỉnh Sóc Trăng thành một tỉnh mới, tên gọi tỉnh mới cùng với nơi đặt tỉnh lỵ sẽ do địa phương đề nghị lên.
Ngày 24 tháng 2 năm 1976, Chính phủ Cách mạng lâm thời Cộng hòa miền Nam Việt Nam ban hành Nghị định số 3/NQ/1976 về việc hợp nhất tỉnh Cần Thơ, tỉnh Sóc Trăng và thành phố Cần Thơ thành một tỉnh mới, lấy tên là tỉnh Hậu Giang.
Ngày 7 tháng 7 năm 1982, Hội đồng Bộ trưởng ban hành Quyết định số 111-HĐBT về việc:
- Chia xã Thạnh Phú thuộc huyện Mỹ Xuyên thành xã Thạnh Phú và xã Thạnh Lợi.
- Chia xác Gia Hòa thuộc huyện Mỹ Xuyên thành xã Gia Hòa và xã Gia Hòa Đông.

Ngày 16 tháng 9 năm 1989, Hội đồng Bộ trưởng ban hành Quyết định số 128-HĐBT về việc:
- Sáp xã Thạnh Lợi vào xã Thạnh Phú.
- Thành lập xã Gia Hòa 1 trên cơ sở toàn bộ xã Gia Hòa Tây.

Sau khi phân vạch địa giới hành chính:
- Xã Gia Hòa 1 có 2.536,52 ha diện tích tự nhiên và 4.366 nhân khẩu.
- Xã Thạnh Phú có 4.753,92 ha diện tích tự nhiên và 13.612 nhân khẩu.[8]

Ngày 26 tháng 12 năm 1991, Quốc hội ban hành Nghị quyết về việc chia tỉnh Hậu Giang thành tỉnh Cần Thơ và tỉnh Sóc Trăng.
Ngày 26 tháng 11 năm 2003, Quốc hội ban hành Nghị quyết số 22/2003/QH11 về việc chia tỉnh Cần Thơ thành thành phố Cần Thơ trực thuộc trung ương và tỉnh Hậu Giang.
Ngày 23 tháng 12 năm 2009, Chính phủ ban hành Nghị quyết số 64/NQ-CP về việc:
- Thành lập huyện Trần Đề thuộc tỉnh Sóc Trăng.
- Xã Gia Hòa 1 và xã Thạnh Phú thuộc huyện Mỹ Xuyên.

Năm 2014, UBND tỉnh Sóc Trăng ban hành Quyết định về việc công nhận xã Thạnh Phú là đô thị loại V.
Tính đến ngày 31/12/2024:
- Xã Gia Hòa 1 có 8 ấp: Công Hòa, Định Hòa, Long Hòa, Phước Hòa, Tam Hòa, Trung Hòa, Vĩnh A, Vĩnh B .
- Xã Thạnh Phú có 14 ấp: Khu I, Khu II, Khu III, Khu IV, Cần Đước, Phú A, Phú An, Phú B, Phú Hòa, Phú Hưng, Phú Thành, Phú Thuận, Rạch Sên, Sóc Bưng.

Ngày 12 tháng 6 năm 2025, Quốc hội ban hành Nghị quyết số 202/2025/QH15 về việc sắp xếp đơn vị hành chính cấp tỉnh (nghị quyết có hiệu lực từ ngày 12 tháng 6 năm 2025). Theo đó, sáp nhập tỉnh Hậu Giang và tỉnh Sóc Trăng vào thành phố Cần Thơ.
Ngày 16 tháng 6 năm 2025, Ủy ban Thường vụ Quốc hội ban hành Nghị quyết số 1668/NQ-UBTVQH15 về việc sắp xếp các đơn vị hành chính cấp xã của thành phố Cần Thơ năm 2025 (nghị quyết có hiệu lực từ ngày 16 tháng 6 năm 2025). Theo đó, thành lập xã Nhu Gia thuộc thành phố Cần Thơ trên cơ sở toàn bộ 27,65 km² diện tích tự nhiên, quy mô dân số là 10.132 người của xã Gia Hòa 1 và toàn bộ 47,94 km² diện tích tự nhiên, quy mô dân số là 28.258 người của xã Thạnh Phú thuộc huyện Mỹ Xuyên, tỉnh Sóc Trăng.
Xã Nhu Gia có 75,59 km² diện tích tự nhiên và quy mô dân số là 38.390 người.